# Südostquartier (St. Gallen)

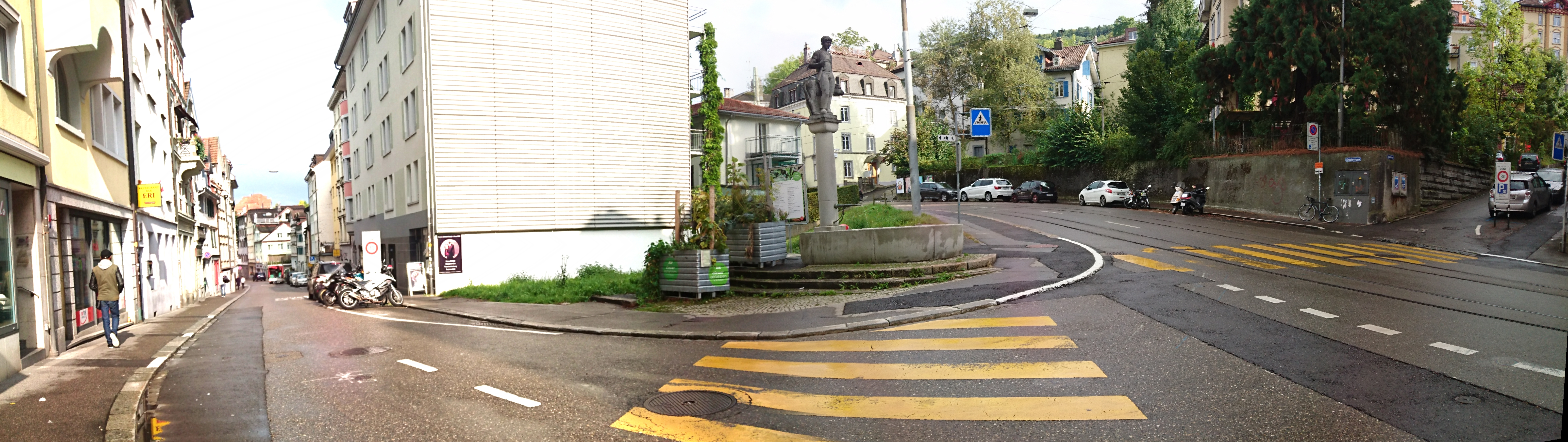
Links die Linsebühlstrasse. Rechts der Anfang der Speicherstrasse mit den Geleisen der Appenzeller Bahnen

Die Wildeggstrasse ca. 1902, kurz nach ihrer Erbauung

Das Südostquartier ist ein Stadtteil der Stadt St. Gallen im Kanton St. Gallen in der Schweiz. Der historische wichtigste Teil des Quartiers ist das Linsebühl.
In den Quartierportraits der Stadt St. Gallen wird es als ein «vielfältiges, unterschätztes Quartier mit einfachen bis gehobenen Wohnangeboten, mit schönen Cafés und Restaurants sowie vielen Gewerbebetrieben, mit bedeutenden Schulen, mit Stadt- und Figurentheater sowie Museen, mit Stadtpark und Volière, mit etablierten Alterszentren und Spitälern» beschrieben.

## Geographie und Verkehr
Das Südostquartier grenzt im Westen an die St. Galler Altstadt, im Osten an das St. Fiden-Quartier, im Süden an St. Georgen und die Drei Weieren und im Norden an der Museumsstrasse an das Nordostquartier (St. Jakob). In der Städtischen Quartieraufteilung umfasst es die statistischen Quartiere Linsebühl und Drei Weieren, wobei das letztere in der Wahrnehmung der Stadtbewohner als Teil St. Georgens wahrgenommen und hier nicht weiter behandelt wird.
Das Quartier teilt sich grob in zwei Bereiche auf. Den älteren im Talbereich des einstigen Steinachtales, das vom Oberen Graben der einstigen Stadtbefestigungen Richtung Nordosten der Lämmlisbrunnen- und Steinachstrasse entlang nach St. Fiden führte und den jüngeren am Hang unterhalb der Drei Weieren, Dreilindenhang genannt. Dieser wurde erst nach dem Bau der Wildeggstrasse, die zwischen 1887 und 1889 als Arbeitslosenprojekt angelegt wurde, bebaut. Der untere Quartierteil umfasst neben Wohn- und Gewerbegebieten auch das sogenannte St. Galler Museumsquartier.
Die Steinach, die – wenn auch überdolt – bis 1991 der Lämmlisbrunnen- und Steinachstrasse entlang durch das Quartier führte, wird seither durch einen Stollen unter dem Dreilindenhang bis zum sogenannten Galgentobel im Heiligkreuzquartier geleitet.
Durch das Quartier führen zwei wichtige Strassenverkehrsadern, die Rorschacherstrasse in Richtung Mörschwil, Goldach und Rorschach und die Speicherstrasse in Richtung Speicher und Trogen in Appenzell Ausserrhoden. Der öffentliche Verkehr erschliesst das Quartier mit den Autobuslinien 7, 8 und 11, den Trolleybuslinien 1 und 2, der Durchmesserlinie Appenzell – St. Gallen – Trogen der Appenzellerbahnen und auf der Rorschacherstrasse mit verschiedenen Postautokursen.

## Bevölkerung
Laut der Fachstelle für Statistik des Kantons St. Gallen lebten im Statistischen Quartier Linsebühl-Dreilinden im April 2014 4647 Personen. Dabei war der Anteil der Schweizer (72 %) und EU/EFTA-Bürger (19 %) jeweils um 2 % grösser als der städtische Durchschnitt, während mit 4 % aus dem übrigen Europa nur halb so viele aus diesen Ländern dort lebten. Kinder und Jugendliche lebten mit nur 11 % dort ein Drittel weniger als in der übrigen Stadt (17 %) mit entsprechend mehr Werktätigen und Rentnern.

## Schulen
Im Quartier befinden sich keine städtischen Schulen. Städtische Bildungseinrichtungen sind lediglich in der Form von 3 Kindergärten vorhanden. Die beiden an der Flora- und Konkordiastrasse sind organisatorisch dem Spelterini-Schulhaus im Nordostquartier angegliedert, der Kindergarten am Dreilindenhang dem Primarschulhaus Grossacker. Die einzige Regelschule des Quartiers ist die Kantonsschule am Burggraben. Ausserdem gibt es noch eine heilpädagogische Schule für mehrfach behinderte Kinder im sogenannten Schülerhaus, die von der Gemeinnützigen und Hilfs-Gesellschaft der Stadt St. Gallen betrieben wird.

## Bedeutende Gebäude und öffentliche Einrichtungen
Das Südostquartier verfügt über eine grosse Anzahl öffentlicher Bauten, kultureller Einrichtungen und Infrastruktur-Anlagen:
- Historisches und Völkerkundemuseum St. Gallen
- Kunstmuseum St. Gallen
- Theater St. Gallen
- Kirche Linsebühl (reformiert)
- Figurentheater St. Gallen
- Stadtpark St. Gallen
- Volksbad St. Gallen
- Kantonsschule am Burggraben
- Bürgerspital (Alters- und Pflegeheim) und Geriatrische Klinik
- Schülerhaus (Heilpädagogische Schule)
- Depot der Verkehrsbetriebe St. Gallen
- Ehemaliges Hotel Ekkehard[5]

## Geschichte und Wahrnehmung

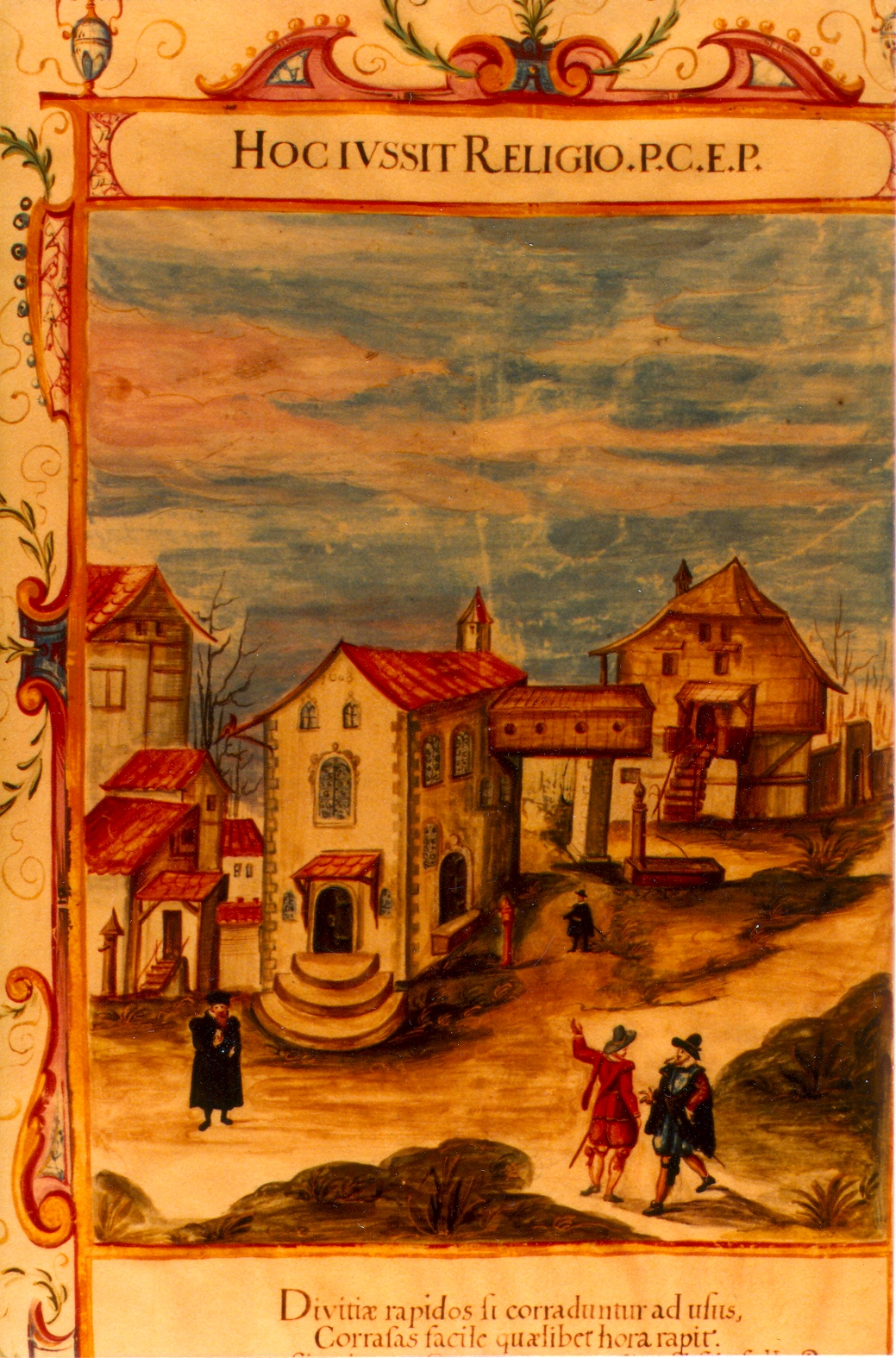
Linsebühl, alte Linsebühlkirche und Siechenhaus auf einer Darstellung von 1613

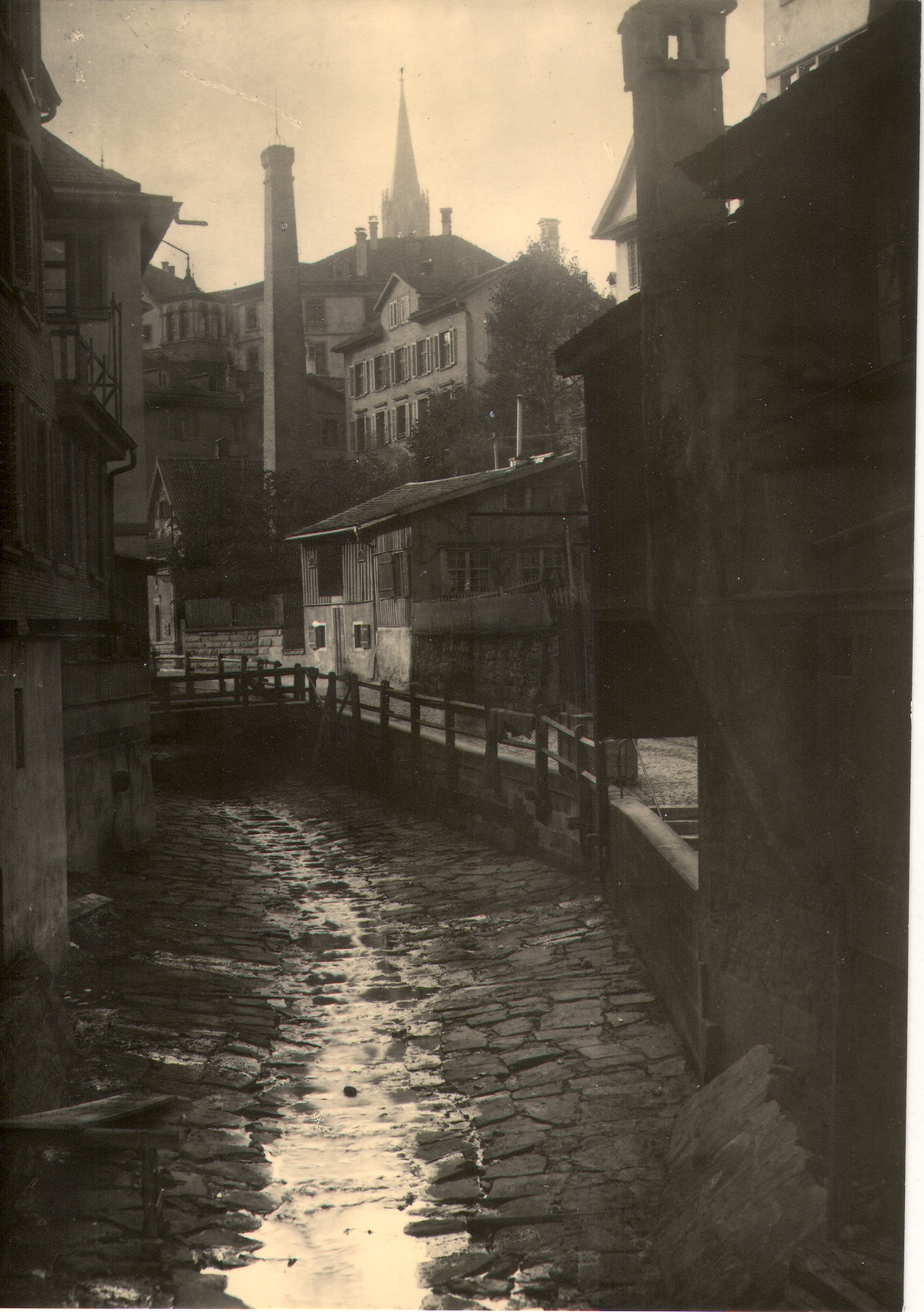
Die offene Steinach, wie sie ca. 1880 das Linsebühl durchfloss

Die Ostgrenze des Südostquartiers entspricht weitgehend der Stadtgrenze zur Gemeinde Tablat vor der Stadtverschmelzung von 1918. Dies erklärt auch, warum wichtige St. Galler Einrichtungen wie das Bürgerspital (1845), das Kunstmuseum (1877), die Kantonsschule am Burggraben (1856) und das Volksbad (1906) noch vor 1918 hier gebaut wurden. Ebenso erklärt dies die evangelische Kirche im Linsebühl, die von 1895 bis 1897 hier als Ersatz für die alte Kirche aus dem 15. Jahrhundert gebaut wurde und eine der wenigen frühen evangelischen Kirchen im vorwiegend katholisch geprägten Umland ausserhalb der Altstadt war. Im Linsebühl (dessen Name sich von dort einst befindlichen Linsenäckern ableite) befand sich einer Darstellung aus dem 17. Jahrhundert zufolge bei der alten Kirche auch ein Siechenhaus.
Darstellungen aus dem 19. Jahrhundert mit der offenen und stinkenden Steinach an der Lämmlisbrunnenstrasse machen klar, dass hier vor allem niedrig privilegierte Personen lebten. Die alten Stadtpläne aus dem frühen 19. Jahrhundert zeigen, dass dieses Gebiet schon früher bebaut worden war als die meisten anderen städtischen Gebiete ausserhalb der einstigen Stadtbefestigungen. Ebenfalls an der offenen Steinach wurde 1858–1860 das erste Schlachthaus von St. Gallen ausserhalb der alten Stadtmauern gebaut. Dies war die erste von der politischen Gemeinde ins Leben gerufene und selbständig betriebene Anstalt und wurde 1895 durch den Schlachthof auf dem Schellenacker ersetzt und 1904 abgebrochen.
Die gedrängte Architektur lässt auch heute noch erahnen, dass das Linsebühl kein respektables Quartier war, und entsprechend siedelten sich hier direkt vor der Altstadt gelegen und von den Ausfallstrassen erreichbare «Etablissements» an, welche das Image des Quartiers nachhaltig prägen sollten.
Das Linsebühl wurde im 20. Jahrhundert immer mehr zum Rotlichtquartier, dessen Ruf weit über die Stadt hinaus bekannt war, bevor in den 2000er Jahren ein Aufschwung einsetzte und sich statt des Rotlicht-Millieus ein urbanes Lebensgefühl etablierte, das nach einem Radiobeitrag für St. Gallen atypisch sein soll.